# Jose Abad Santos
Jose Abad Santos est une municipalité de la province du Davao occidental, aux Philippines.